# مارتن اندرسين
مارتن اندرسين (بالنرويجية البوكمول: Martin Andresen)‏ (2 فبراير 1977 شي النرويج - ) هو لاعب كرة قدم نرويجي، يلعب كلاعب وسط.

## وصلات خارجية
- مارتن اندرسين على موقع IMDb (الإنجليزية)

مارتن اندرسين على موقع الاتحاد الدولي (مؤرشف)  (الإنجليزية)
- مارتن اندرسين على موقع الاتحاد الأوربي (الإنجليزية)
- مارتن اندرسين على موقع اتحاد النرويج (النرويجية)
- مارتن اندرسين على موقع قاعدة بيانات كرة القدم.إي يو (الإنجليزية)
- مارتن اندرسين على موقع ناشيونال فوتبول تيمز (الإنجليزية)
- مارتن اندرسين على موقع Soccerway.com (الإنجليزية)
- مارتن اندرسين على موقع عالم كرة القدم.نت (الإنجليزية)